# Kilchu
Kilchu, por vezes romanizado como Gilju ou Kilju, é um condado da província de Hamgyong Norte, na Coreia do Norte. É composto por 1 ŭp e 26 vilas. A sede do condado é Kilchu-ŭp.